# Église Saint-Ignace de Loyola (Vilnius)
Pour les articles homonymes, voir Église Saint-Ignace.
L'église Saint-Ignace de Loyola est un édifice religieux catholique sis dans la vieille ville de Vilnius, en Lituanie. Construite par les Jésuites de 1622 à 1647 l'église se trouve rue Saint-Ignace, N°6 (šv Ignoto, avant 1945 św Ignacego) et est dédiée au fondateur de la Compagnie de Jésus, Ignace de Loyola.

## Histoire
Les premiers jésuites arrivent à Wilno en 1602-1604. Ils ouvrent un collège et commencent la construction de cette église en 1622. Elle est consacrée par Mgr Lubartowicz Sanguszko en 1647. Le collège des Jésuites et l'église forment un complexe architectural qui se trouve entre la rue des Bénédictins, la rue des Jésuites et la rue Saint-Ignace.
L'église est décorée de fresques et d'autels baroques à la gloire des saints jésuites dans le goût de l'Église triomphante de l'époque et rénovée en 1655, après un incendie. Réaménagée une nouvelle fois en 1737.
L'incendie de 1748 qui ravage la ville de Wilno marque le style architectural du centre-ville. Les églises - dont Saint-Ignace - et les bâtiments profanes sont reconstruits ou restaurés en style baroque tardif typique de la région. Le maître-autel est surmonté d'un tableau de Szymon Czechowicz. Des Jésuites renommés comme saint André Bobola, le poète Sarbiewski ou le savant Odlanicki-Poczobutt y ont officié.
La Compagnie de Jésus est dissoute en 1773. A Wilno ils sont remplacés par des Pères piaristes qui font du collège un séminaire. Les Jésuites emportent avec eux l'icône de Notre-Dame qui faisait la renommée de l'église et l'installent à Polotsk, alors en Russie, où ils sont autorisés à continuer leurs activités. Ils partent pour la Galicie en 1820 avec l'icône. Le collège est transformé en caserne en 1798 et l'église en église de garnison.

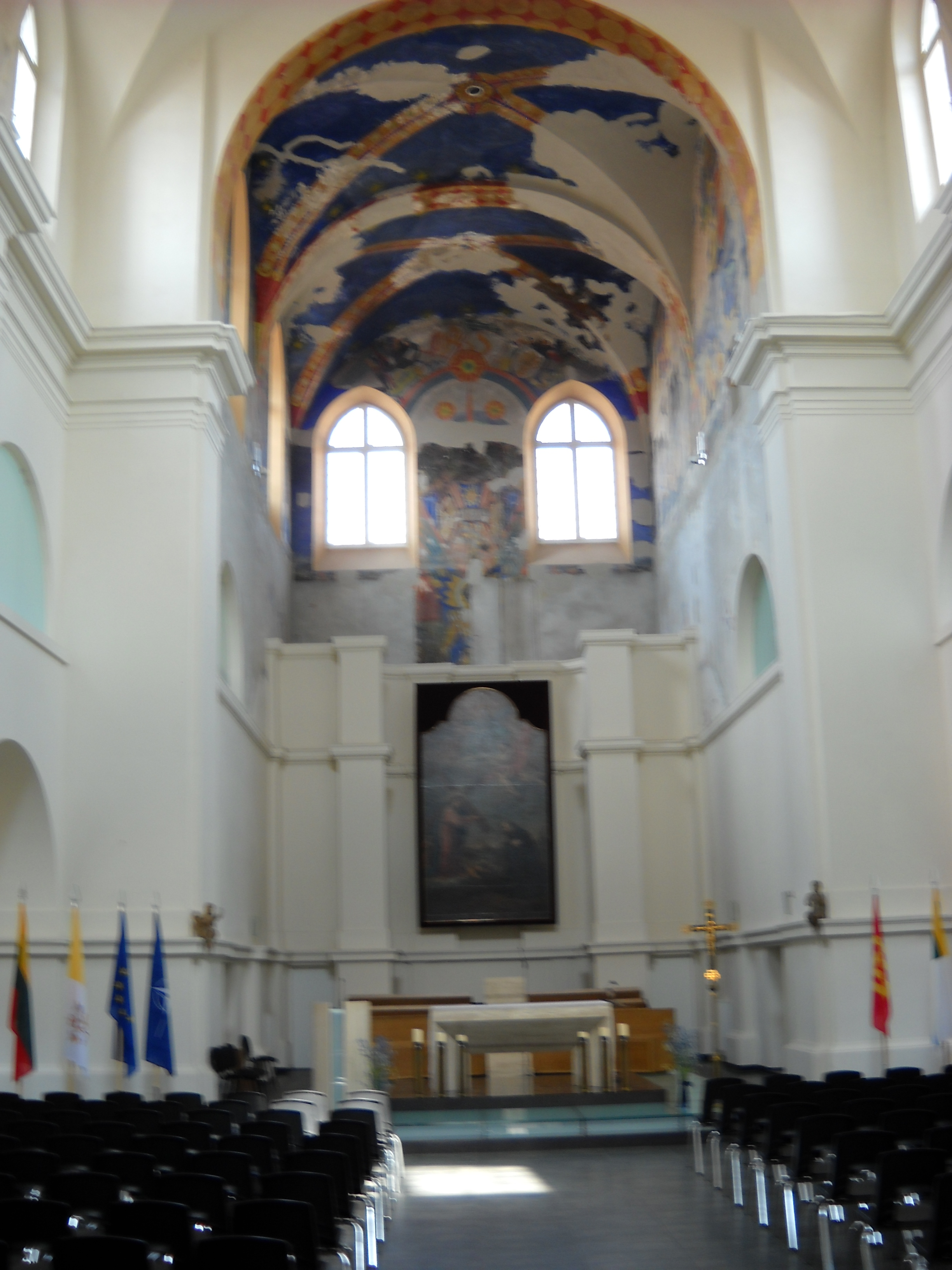
Nef et sanctuaire de l'église

Elle devient une église polonaise de garnison en 1925 et l'intérieur est rénové avec de nouvelles fresques, la décoration ancienne ayant disparu depuis longtemps.
L'église est fermée en 1945, lorsque Wilno (devenue Vilnius) est intégrée à la république socialiste soviétique de Lituanie. Elle est utilisée comme cinéma, puis comme salle de concert pour l'orchestre philharmonique de la ville. L'ancien collège et ancienne garnison sont restaurés en 1985, pour en faire une bibliothèque technique.
L'église, rendue à l'archidiocèse de Vilnius, est restaurée en 2002-2003, mais ne conserve aucun décor de son prestigieux passé.